# Linka 13 (metro v Pekingu)
Linka 13 pekingského metra (čínsky v českém přepisu pej-ťing ti-tchie š’-san-chao sien, pchin-jinem běijīng dìtiě shísānhào xiàn, znaky 北京地铁13号线;) má trasu tvaru písmene U otevřeného k jihu a spojuje severní širší centrum Pekingu (obvody Chaj-tien, Čchang-pching a Čchao-jang) s historickým centrem, kde leží její konečné stanice Si-č’-men v obvodě Si-čcheng a Tung-č’-men v obvodě Tung-čcheng, obě společné s centrální okružní linkou 2.
Celková délka linky je 40,5 kilometru a patří tak mezi nejdelší pekingské linky. Má 16 stanic a až na výjimky vede povrchově. Je značena jantarovou barvou. Depo má u stanice Chuej-lung-kuan.

## Historie
Linka byla otevřena jako třetí v pořadí po lince 1 a lince 2. První úsek mezi stanicemi Si-č’-men a Chuo-jing byl otevřen 28. září 2002, východní úsek z Chuo-jingu do konečné stanice Tung-č’-men byl otevřen 28. ledna 2003.

## Seznam stanic
| Číslo | Název stanice      | Název stanice | Přestupy                 | Čas  | Vzdálenost (km) | Obvod         |
| Číslo | Český přepis       | Čínsky        | Přestupy                 | Čas  | Vzdálenost (km) | Obvod         |
| ----- | ------------------ | ------------- | ------------------------ | ---- | --------------- | ------------- |
| 1301  | Si-č’-men          | 西直门        | 2 4 Peking sever         | 0:00 | 0,0             | Si-čcheng     |
| 1302  | Ta-čung-s’         | 大钟寺        |                          | 0:03 | 2,9             | Chaj-tien     |
| 1303  | Č’-čchun-lu        | 知春路        | 10                       | 0:05 | 4,0             | Chaj-tien     |
| 1304  | Wu-tao-kchou       | 五道口        |                          | 0:08 | 5,9             | Chaj-tien     |
| 1305  | Šang-ti            | 上地          |                          | 0:13 | 10,8            | Chaj-tien     |
| –     | Nádraží Čching-che | 清河站        | Čchang-pching Čching-che | 0:15 | 11,7            | Chaj-tien     |
| 1306  | Si-er-čchi         | 西二旗        | Čchang-pching            | 0:16 | 13,2            | Chaj-tien     |
| 1307  | Lung-ce            | 龙泽          |                          | 0:21 | 17,0            | Čchang-pching |
| 1308  | Chuej-lung-kuan    | 回龙观        |                          | 0:24 | 18,4            | Čchang-pching |
| 1309  | Chuo-jing          | 霍营          | 8                        | 0:28 | 20,5            | Čchang-pching |
| 1310  | Li-šuej-čchiao     | 立水桥        | 5                        | 0:33 | 25,3            | Čchao-jang    |
| 1311  | Pej-jüan           | 北苑          |                          | 0:36 | 27,6            | Čchao-jang    |
| 1312  | Wang-ťing-si       | 望京西        | 15                       | 0:44 | 34,3            | Čchao-jang    |
| 1313  | Šao-jao-ťü         | 芍药居        | 10                       | 0:47 | 36,5            | Čchao-jang    |
| 1314  | Kuang-si-men       | 光熙门        |                          | 0:49 | 37,6            | Čchao-jang    |
| 1315  | Liou-fang          | 柳芳          |                          | 0:51 | 38,7            | Čchao-jang    |
| 1316  | Tung-č’-men        | 东直门        | 2 Letiště Hlavní město   | 0:53 | 40,5            | Tung-čcheng   |